# Flaga obwodu kałuskiego
Flaga obwodu kałuskiego zatwierdzona 30 stycznia 2004 to prostokątny materiał w proporcjach (szerokość do długości) - 2:3, składający się z trzech horyzontalnych pasów. Górny koloru czerwonego i dolny koloru zielonego są sobie równe. Grubość środkowy pasa koloru srebrnego stanowi 1/6 wysokości materiału. W środku górnego pasa znajduje się imperatorska korona.